# Steve O'Neill
Pour les articles homonymes, voir O'Neill.
Steve O'Neill, né le 6 juillet 1891 à Minooka (Pennsylvanie) et décédé le 26 janvier 1962 à Cleveland (Ohio), est un joueur puis manager américain de baseball en ligue majeure de baseball.

## Carrière

### Joueur
Comme ses trois frères, Steve O'Neill échappe au métier de mineur de fond grâce au baseball. Il intègre l'équipe d'Elimra en New York - Penn League en 1910 où il est repéré par les Philadelphia Phillies, qui le recrute et le place en club-école à Worcester. Quelques mois plus tard, le 20 août 1911, les Cleveland Indians achète le joueur aux Phillies.
Sa carrière de dix-sept saisons en ligue majeure ponctuée par le gain des World Series en 1920 avec les Cleveland Indians est stoppée par un accident de la route.

### Manager
O'Neill commence sa carrière de manager en prenant en charge de 1929 à 1931 les Toronto Maple Leafs en International League. Il retrouve ensuite les ligues majeures avec les Cleveland Indians (1935-1937), les Detroit Tigers (1943-1948), les Boston Red Sox (1950-1951) et les Philadelphia Phillies (1952-1954) comme manager et occupe également des postes d'instructeur pour les Cleveland Indians, les Detroit Tigers et les Boston Red Sox.
En quatorze saisons comme manager en ligues majeures, il n'enregistre que des saisons positives et les Detroit Tigers remportent les World Series sous sa conduite en 1945.
Durant les dernières années de sa vie, il est recruteur pour les Cleveland Indians puis occupe un emploi municipal au service des sports de la ville de Cleveland.